# بتمن: ریشه‌های آرکهام
بتمن: ریشه‌های آرکهام (به انگلیسی: Batman: Arkham Origins) یک بازی رایانه‌ای در سبک اکشن-ماجراجویی است که توسط وارنر برادرز مونترال طراحی و توسعه یافته و به‌وسیلهٔ وارنر برادرز. اینتراکتیو انترتینمنت منتشر شده‌است. این بازی برای پلتفرم‌های مایکروسافت ویندوز، پلی‌استیشن ۳، وی یو و ایکس‌باکس ۳۶۰ عرضه شد که نخستین انتشار آن در ۲۵ اکتبر ۲۰۱۳ بود. این بازی با موتور آنریل انجین ۳ ساخته شده و در سری بتمن: آرکهام قرار دارد.

## داستان
بتمن: ریشه‌های آرکهام یک پیش‌درآمد بر بازی‌های بتمن: شوالیه آرکهام و بتمن: تیمارستان آرکهام است. داستان بازی مربوط به پنج سال پیش از حوادث دو بازی پیشین است. در این بازی بتمن نه یک قهرمان حرفه‌ای بلکه یک تازه‌وارد بی‌تجربه محسوب می‌شود؛ و این در حالی است که پلیس وی را یک یاغی می‌داند. بزرگ‌ترین دشمن وی در این بازی رومن سایانس یا بلک ماسک است که یک جایزهٔ پنجاه میلیون دلاری برای هر که بتمن را دستگیر کند در نظر گرفته‌است که این کار بسیاری از دشمنان بتمن را برای دستگیری وی تطمیع می‌کند. در حقیقت، ۸ قاتل برای کشتن بتمن استخدام می‌شود که عبارتند از: کیلر کراک، دث‌استروک، ددشات، کاپرهد، الکتروشیونر، بین، لیدی شیوا و فایرفلای. در طول بازی، این ۸ قاتل بارها و بارها با بتمن درگیر شده و کار وی را برای دستگیری ماسک سیاه سخت‌تر می‌کنند. همچنین در این بازی درگیری‌ها بین بلک ماسک و پنگوئن بسیار بالا و می‌توان گفت بعد از بلک ماسک، پنگوئن سرسخت‌ترین دشمن بتمن بوده و چندین و چند بار افرادش را برای شکست دادن بتمن می‌فرستد. از دیگر شخصیت‌های شروری که در بازی حضور دارند، می‌توان به جوکر و ریدلر که در این بازی خود را انگیما (نام اصلی ادوارد نیگما) خطاب می‌کند، اشاره کرد. جوکر در این بازی قصد معرفی خود به بتمن و گاتهام را داشته و با گروگان گرفتن بلک ماسک و پنگوئن، قدرت خود را به همگان نشان می‌دهد. از طرفی، ادوارد نیگما هم که در این بازی خود را انگیما معرفی می‌کند، با دستگاه‌های مختلفش سیگنال‌های بتمن را مختل کرده و با معماهایش (که نسبت به دو بازی قبلی سخت‌تر هستند) بتمن را به چالش می‌کشد.

## بازتاب‌ها
| گردآورنده  | امتیاز                                 |
| ---------- | -------------------------------------- |
| گیم‌رنکینگز | ۷۳٫۴۸٪ (PS3) ۷۲٫۰۸٪ (X360) ۷۰٫۴۵٪ (PC) |
| متاکریتیک  | ۷۶/۱۰0 (PS3) ۷۴/۱۰0 (PC) ۷۳/۱۰0 (X360) |

| ناشر               | امتیاز |
| ------------------ | ------ |
| دستراکتید          | ۳٫۵/۱۰ |
| یوروگیمر           | ۷/۱۰   |
| گیم اینفورمر       | ۸٫۵/۱۰ |
| گیم‌اسپات           | ۶/۱۰   |
| آی‌جی‌ان             | ۷٫۸/۱۰ |
| اوپی‌ام (بریتانیا)  | ۸/۱۰   |
| اواکس‌ام (بریتانیا) | ۹/۱۰   |
| پولیگان            | ۷/۱۰   |
| VideoGamer.com     | ۸/۱۰   |